# Titus the Fox: To Marrakech and Back
Titus the Fox: To Marrakech and Back è un videogioco a piattaforme prodotto e pubblicato dalla Titus Interactive per Amiga, Amstrad CPC, Atari ST, DOS, Game Boy e Game Boy Color.
La prima versione del gioco uscì nel 1991 con il nome Lagaf: Les aventures de Moktar - Vol 1: La Zoubida, solo per computer (il titolo fa riferimento a La zoubida, canzone di Vincent Lagaf). L'edizione internazionale, non molto conosciuta in Francia, venne pubblicata con il nome di Titus the Fox: To Marrakech and Back nel 1992 e uscì successivamente anche per le console.

## Trama
La volpe Titus (che è anche la mascotte/logo della Titus) deve salvare la sua amata Susy che è stata rapita dall'altra parte del deserto del Sahara, e per salvarla dovrà intraprendere un lungo viaggio attraverso il Marocco.
Nell'edizione francese il protagonista è Moktar, un arabo con turbante, e deve trovare la sua Zoubida.

## Modalità di gioco
Esso si articola lungo 15 livelli. Titus dispone di una barra di energia che si consuma a contatto con i nemici: se questa si esaurisce la volpe morirà. L'unico modo che il giocatore ha per affrontare i vari nemici lungo il cammino è quello di raccogliere diversi oggetti e lanciarli contro di essi. È anche possibile raccogliere una sfera, che può essere utilizzata più volte per eliminare i nemici.
Il gioco dispone anche di un sistema di password (ognuna di esse composta da 4 lettere) che consente di ripartire dall'ultimo livello raggiunto, evitando così di ricominciare daccapo in caso di sconfitta. Durante la partita infatti sarà possibile raccogliere delle icone che ricordano nella forma di lampada di Aladino, ognuna di esse darà al giocatore una password.
Nella versione per Game Boy Color, la capacità di lanciare oggetti contro i nemici venne rimossa. Inoltre il giocatore non può più entrare attraverso le porte dei livelli. Vennero tuttavia aggiunti livelli bonus che consistono in un percorso lineare da seguire, in cui il giocatore può raccogliere scatole d'oro per aumentare il punteggio.